# 隈部親信
隈部 親信（くまべ ちかのぶ、明治2年6月17日（1869年7月25日） - 昭和9年（1934年）8月6日）は、大日本帝国陸軍軍人。最終階級は陸軍少将。

## 経歴
長野県北佐久郡小諸町（現在の小諸市）で旧小諸藩士隈部忠良の三男として生まれる。1890年（明治23年）7月、陸軍士官学校（1期）を卒業、 1890年（明治23年）7月29日の官報によると、陸軍士官学校第1期を歩兵科37番/103名で卒業している。1891年（明治24年）3月に歩兵少尉に任官し、歩兵第3連隊附。歩兵第2連隊中隊長、陸軍省人事課員、参謀本部副官、第1師団軍法会議判士長などを務めた。日清戦争・北清事変に出征し、日露戦争では歩兵第2連隊大隊長として転戦し、第3回旅順総攻撃に第1師団副官として参加した。
1910年（明治43年）6月、憲兵科に転じて韓国駐箚憲兵隊長となり、次いで統監府警務部長となった。韓国併合直後に朝鮮総督府警務部長・憲兵隊長として治安維持に当たり、同年11月に憲兵大佐に昇進した。1917年（大正6年）7月28日、陸軍少将に昇進して関東憲兵隊長に転じ、同月31日、関東都督府警務総長に任じられた。1919年（大正8年）7月待命、同年11月に予備役編入。
その後は小諸町長を務めた。

## 親族
- 兄 隈部潜 - 陸軍少将